# Aquarius 2
L'Aquarius 2 és un vaixell de 1977 utilitzat des del 2016 per fer salvament marítim. Entre 1977 i 2008 va ser dels guardacostes alemanys i s'anomenava Meerkatze, 1977. Des de febrer de 2016 el fa servir SOS Méditerranée i Metges Sense Fronteres com a vaixell de salvament per a migrants i refugiats que fan la travessia mediterrània en embarcacions improvisades de Líbia a Itàlia, en el context de la crisi dels refugiats a Europa. El vaixell té capacitat per rescatar entre 200 i 500 migrants.

## Història

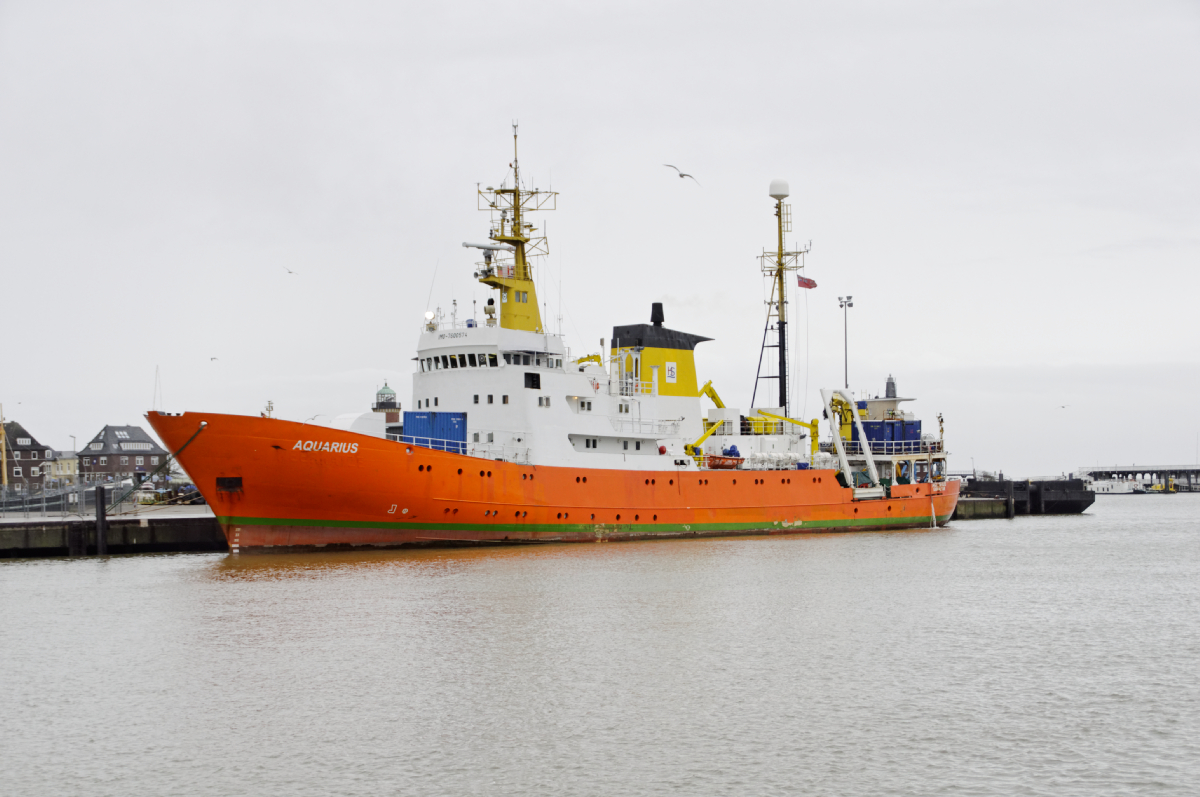
Aquarius

Construït a la drassana de Lürssen a Bremen el 1977, la guàrdia costanera alemanya va desinvertir el vaixell el 2008 a RS Research Shipping (avui Hempel Shipping) a Bremen, que va reemplaçar el vaixell com a vaixell d'enquesta sota la bandera de Gibraltar a partir d'abril de 2009, fins que va ser assumit per SOS Méditerranée el 2016.
El 25 de maig de 2016, l'Aquarius va ser notícia quan tornava de la seva desena operació de rescat, havent rescatat 388 immigrants, i va néixer un bebè ghanès a bord. El noi va ser nomenat Alex en honor del capità rus de l'Aquarius, Alexander Moroz.
El juny de 2018, el nou ministre d'Interior italià, Matteo Salvini, va denegar l'accés a qualsevol dels seus ports al vaixell, que portava 629 migrants. El govern espanyol presidit per Pedro Sánchez va oferir a l'Aquarius atracar al port de València per raons humanitàries, i la marina italiana va oferir assistència i escorta marina. Almenys 200 ajuntaments es van oferir per acollir els refugiats, com Madrid, Màlaga o Barcelona. Aquest dispositiu humanitari va rebre l'any 2018 l'Alta Distinció de la Generalitat Valenciana en el marc de la celebració del 9 d’Octubre.